# گولبینگشکی
گولبینگشکی (به لاتین: Gulbieniszki) یک روستا در لهستان است که در گمینا یلنگوو واقع شده‌است.